# Anton Mayer von Heldensfeld
Anton Mayer von Heldensfeld (1765 Praha - 2. červen 1842 Verona) byl rakouský voják, plukovník, který vedl mapování Západní Haliče (Galície).

## Život a vojenská kariéra
Po ukončení vojenské akademie ve Vídeňském Novém Městě nastoupil v roce 1783 k pěšímu pluku (Infanterieregiment). Na začátku první koaliční války v roce 1793 byl již kapitánem. Za zásluhy, které prokázal v bojích, byl povýšen nejprve do hodnosti nadporučíka (Oberleutnant) a později v r. 1796 byl povýšen na majora (Major) a náčelníka Generálního štábu proviantní c. k. armády Dolního Porýní.
Zúčastnil se bitev u Wetzlaru (15. června 1796), Malsche (9. července 1796), Neresheimu (11. srpna 1796), Ambergu (24. srpen 1796), Würzburgu (2. září 1796), Schliengenu (24. října 1796) i části úspěšného obléhání francouzského předmostí Kehlu (dne 10. listopadu 1796 – 9. ledna 1797). Na jaře roku 1797 působil pod arcivévodou Karlem jako proviantní generál v severní Itálii.
Po bitvě u Würzburgu byl za zásluhy v boji povýšen do hodnosti podplukovníka (Oberstleutnant) a stal se náčelníkem štábu arcivévody Karla k ochraně pravého křídla v detašovaném sboru polního maršála nadporučíka hraběte ze Sztáray.

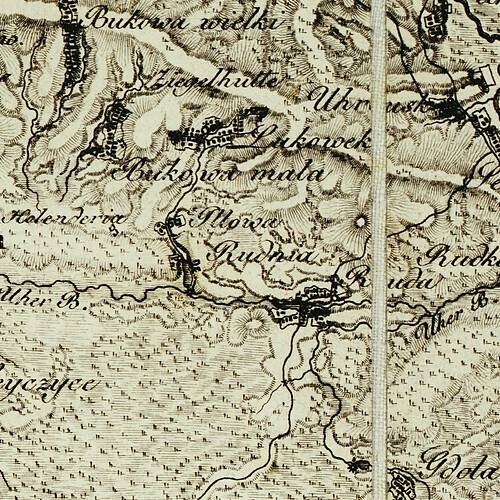
Anton Mayer von Heldensfeld: Mapa západní Haliče, 1808

Následovalo povýšení do hodnosti plukovníka (Oberst) roku 1799 a vyznamenání vojenským řádem Marie Terezie, rytířským křížem (Ritterkreutz des Militär-Maria-Theresien-Ordens) roku 1801.
V letech (1801 – 1804) vedl mapování západní Haliče (Westgalizien), poté byl odvelen do Německa a Tyrol.
Během třetí koaliční války v roce 1805 byl Mayer proviantním generálem c.k. armády Tyrolska pod velením generála jezdectva arcivévody Johanna. Po mírové dohodě v Pressburgu v průběhu let 1808-1809 se stal proviantním generálem rakouské armády. Po sporu s arcivévodou Karlem dne 19. února 1809 před vypuknutím války s Francií byl převelen jako hlavní generál a velitel pevnosti do Brodu v Chorvatsku.
Roku 1809 byl jmenován do hodnosti „podmaršála“ (Feldmarschallleutnant). O pět let později byl odvelen do Itálie, kde vedl blokádu měst Mantua a Legnano, po ukončení blokády byl velitelem města Mantua. V únoru 1836 byl s titulem polního zbrojmistra (Feldzeugmeister) penzionován. Anton Mayer von Heldensfend zemřel 2. června 1842 ve Veroně v Itálii.

## Mapování Západní Haliče (1801-1804)

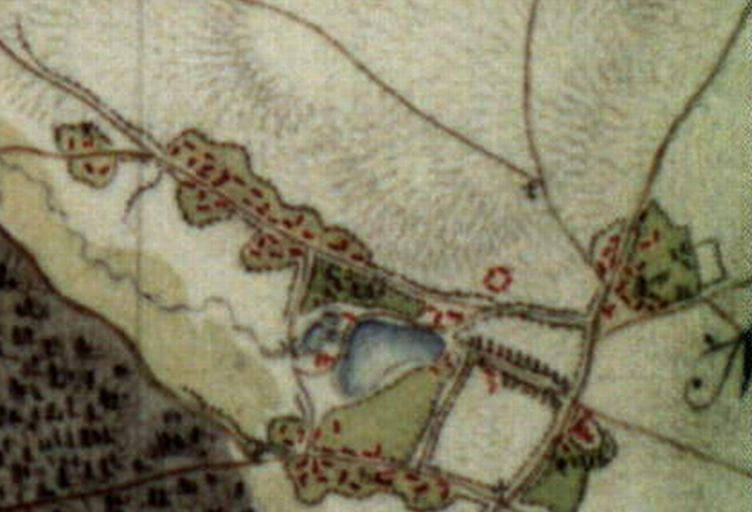
Mapa Mnichova od Mayera von Heldensfelda z počátku 19. stol.

Mapování západní Haliče bylo provedeno 1801-1804 pod vedením důstojníka rakouské armády Antona Mayera von Heldensfelda. Ruční barevné předlohy v měřítku 1: 28 800 (275 originálů) zmapovaly jihovýchodní území Polska. Více informací o průzkumu území je k dispozici v knize L.Sawicki Obristens Anton Freiherr von Mayer Heldensfeld Topographische aufnahme Westgalliziens in den Jahren 1801-1804 (v němčině).
Příklad originálu (list č. 207) mapování západní Haliče (1801-1804) v měřítku 1:28 800.

## Mapa západní Haliče, 1:172 800, 1808

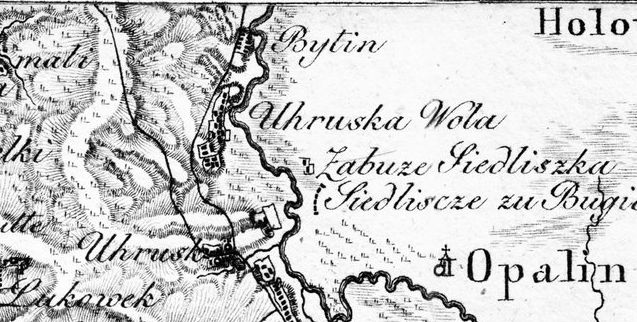
Uhrusk a okolí na mapě západní Galície Antona Mayera von Heldensfelda, 1808

Po mapování západní Haliče (1801-1804) byla zveřejněna v roce 1808 sada map tohoto území v měřítku 1:172 800 původně pojmenovaná "Carte von West-Gallizien (welche auf allerhochsten Befehl Seiner Kaiserlich Oesterreichischen und Koeniglich Apostolischen Majestat in den Jahren von 1801 bis 1804 unter der Direction des dermahligen General Majors, und General Quartiermeisters Anton Mayer von Heldensfeld)". Sada se skládá z 12 map (každá velikosti 47x69 cm).